# Amt Satzvey-Wachendorf-Enzen
Das Amt Satzvey-Wachendorf-Enzen war ein Amt im Kreis Euskirchen in der preußischen Rheinprovinz und in Nordrhein-Westfalen. Es ging aus der Bürgermeisterei Satzvey, der Bürgermeisterei Wachendorf und der Bürgermeisterei Enzen hervor.

## Bürgermeistereien Satzvey, Wachendorf und Enzen
Von 1798 bis 1814 standen alle linksrheinischen Gebiete unter französischer Herrschaft. Während dieser Zeit wurde nach französischem Vorbild die Mairien Satzvey, Wachendorf und Enzen eingerichtet, die zum Kanton Zülpich im Arrondissement Köln des Rur-Departements gehörten. Nachdem das Rheinland 1814 an Preußen gefallen war, wurde aus den Mairien preußische Bürgermeistereien, die 1816 zum neuen Kreis Euskirchen kamen.
Zur Bürgermeisterei Satzvey gehörten die drei Gemeinden Obergartzem, Satzvey-Firmenich und Wißkirchen und zur Bürgermeisterei Enzen die vier Gemeinden Enzen, Linzenich-Lövenich, Schwerfen und Ülpenich. Zur Bürgermeisterei Wachendorf gehörten zunächst die Gemeinden Antweiler, Eschweiler, Kalkar, Lessenich-Rißdorf, Wachendorf, Weiler auf dem Berge und Weingarten-Rheder. Die Gemeinde Billig aus der Bürgermeisterei Euskirchen kam 1856 noch dazu.
Am Ende des Jahres 1927 wurde die Bezeichnung aller rheinischen Landbürgermeistereien in „Amt“ geändert. Aus den drei Bürgermeistereien wurden dadurch drei Ämter im Kreis Euskirchen.
Die Gemeinde Weingarten-Rheder wurde 1934 in Kreuzweingarten-Rheder umbenannt.

## Amt Satzvey-Wachendorf-Enzen
Die drei Ämter wurden 1948 zum Amt Satzvey-Wachendorf-Enzen zusammengeschlossen. Dem Amt gehörten fünfzehn Gemeinden an:
- Antweiler
- Billig
- Enzen
- Eschweiler
- Kalkar
- Kreuzweingarten-Rheder
- Lessenich-Rißdorf
- Linzenich-Lövenich
- Obergartzem
- Satzvey-Firmenich
- Schwerfen
- Ülpenich
- Wachendorf
- Weiler am Berge
- Wißkirchen

Das Amt Satzvey-Wachendorf-Enzen wurde am 1. Juli 1969 durch das Gesetz zur Neugliederung des Landkreises Euskirchen aufgelöst:
- Enzen, Linzenich-Lövenich und Ulpenich wurden in die Stadt Zülpich eingemeindet.
- Billig, Kreuzweingarten-Rheder und Wißkirchen wurden in die Stadt Euskirchen eingemeindet.
- Eschweiler und Kalkar wurden in die Stadt Bad Münstereifel eingemeindet.
- Antweiler, Lessenich-Rißdorf, Obergartzem, Satzvey-Firmenich, Schwerfen, Wachendorf und Weiler am Berge wurden zu einer neuen Gemeinde Veytal zusammengeschlossen.

Die Gemeinde wurde bereits am 1. Januar 1972 durch das Aachen-Gesetz wieder aufgelöst. Ihr Ortsteil Schwerfen kam zur Stadt Zülpich, alle übrigen Ortsteile zur Stadt Mechernich.

## Einwohnerentwicklung
| Jahr | Bürgermeisterei Satzvey      | Bürgermeisterei Wachendorf | Bürgermeisterei Enzen | Quelle |
| ---- | ---------------------------- | -------------------------- | --------------------- | ------ |
| 1843 | 1115                         | 1329                       | 1448                  | [ 5 ]  |
| 1871 | 1435                         | 1924                       | 1917                  | [ 6 ]  |
| 1885 | 1463                         | 2105                       | 2106                  | [ 7 ]  |
| 1910 | 1753                         | 2367                       | 2042                  | [ 8 ]  |
| 1925 | 1798                         | 2450                       | 2114                  | [ 9 ]  |
| 1939 | 1699                         | 2438                       | 1950                  | [ 3 ]  |
|      | Amt Satzvey-Wachendorf-Enzen |                            |                       |        |
| 1950 | 8430                         | 8430                       | 8430                  | [ 10 ] |
| 1961 | 8428                         | 8428                       | 8428                  | [ 10 ] |